# Desinobulimina
Desinobulimina es un género de foraminífero bentónico considerado un sinónimo posterior de Globobulimina de la familia Buliminidae, de la superfamilia Buliminoidea, del suborden Buliminina y del orden Buliminida. Su especie tipo era Bulimina auriculata. Su rango cronoestratigráfico abarca desde el Cretácico superior hasta la Actualidad.

## Discusión
Clasificaciones previas incluían Desinobulimina en el suborden Rotaliina del orden Rotaliida.

## Clasificación
Desinobulimina incluía a las siguientes especies:
- Desinobulimina auriculata
- Desinobulimina expansa
- Desinobulimina suteri
- Desinobulimina salisburgensis